# Screen Actors Guild Awards 2007

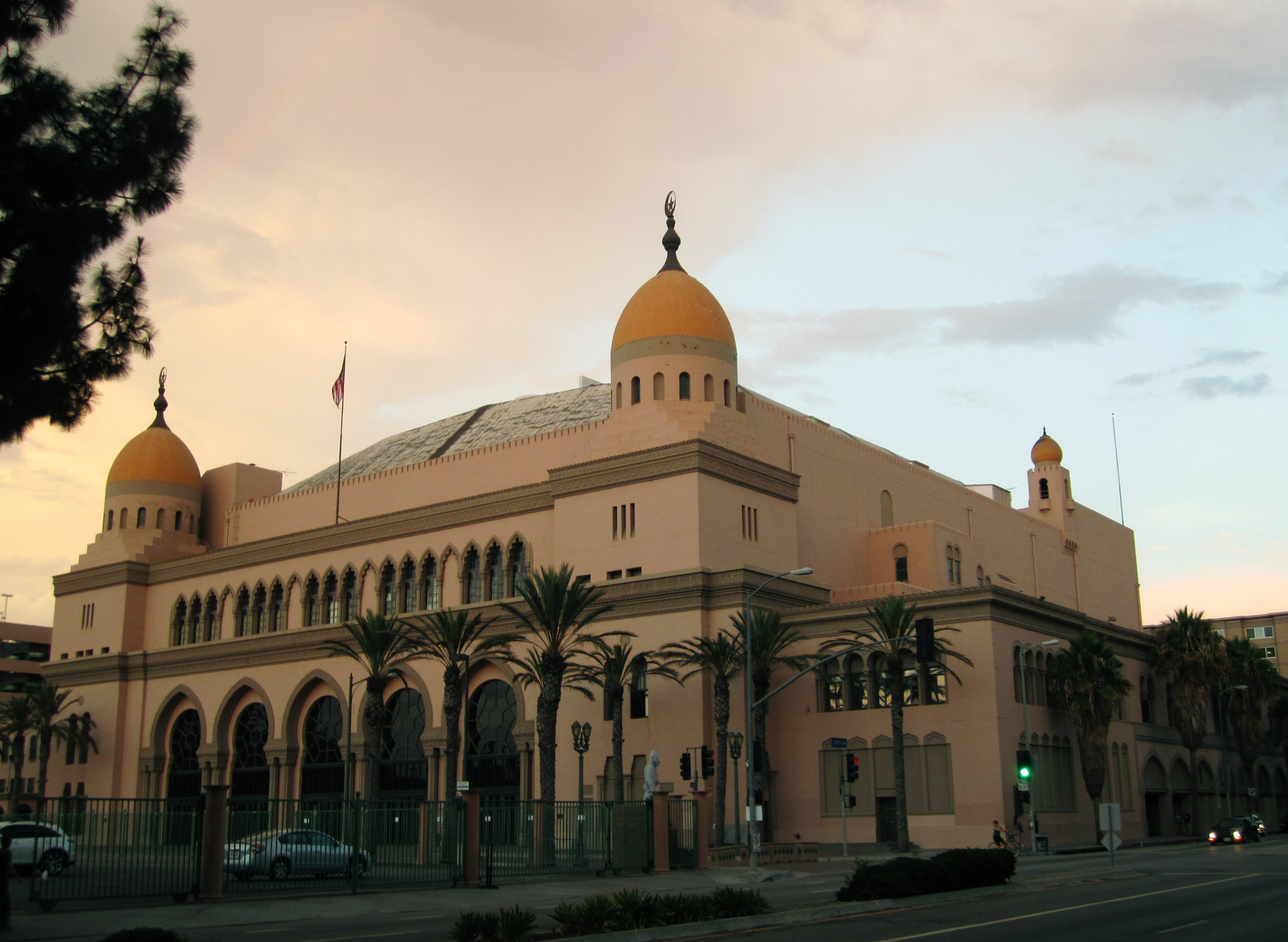
Das Shrine Exposition Center, Veranstaltungsort der Screen Actors Guild Awards 2007

Die 13. Verleihung der US-amerikanischen Screen Actors Guild Awards (englisch 13th Screen Actors Guild Awards), die die Screen Actors Guild jedes Jahr in den Bereichen Film (5 Kategorien) und Fernsehen (8 Kategorien) vergibt, fand am 28. Januar 2007 im Shrine Exposition Center in Los Angeles statt. Die so genannten SAG Awards ehren, im Gegensatz beispielsweise zum Golden Globe Award, nur Film-, Fernseh- und Ensembleschauspieler und gelten als Gradmesser für die bevorstehende Oscar-Verleihung. Gekürt werden die Sieger von den Mitgliedern der Screen Actors Guild, der man angehören muss, um in den Vereinigten Staaten als Schauspieler zu arbeiten.
Die Nominierten waren am 4. Januar 2007 im Silver Screen Theater des Pacific Design Centers in West Hollywood von den Schauspielern Sandra Oh und Elijah Wood bekanntgegeben worden. In den Vereinigten Staaten wurde die Verleihung live von den Kabelsendern TNT und TBS gezeigt.
Für ihr Lebenswerk wurde die britische Schauspielerin Julie Andrews gewürdigt.

## Gewinner und Nominierte im Bereich Film
| Film                     | N | A |
| ------------------------ | - | - |
| Dreamgirls               | 3 | 2 |
| Little Miss Sunshine     | 3 | 1 |
| Babel                    | 3 | 0 |
| Blood Diamond            | 2 | 0 |
| Little Children          | 2 | 0 |
| Tagebuch eines Skandals  | 2 | 0 |
| Departed – Unter Feinden | 2 | 0 |

### Bester Hauptdarsteller
Forest Whitaker – Der letzte König von Schottland – In den Fängen der Macht (The Last King of Scotland)
Leonardo DiCaprio – Blood Diamond
Ryan Gosling – Half Nelson
Peter O’Toole – Venus
Will Smith – Das Streben nach Glück (The Pursuit of Happyness)

### Beste Hauptdarstellerin
Helen Mirren – Die Queen (The Queen)
Penélope Cruz – Volver – Zurückkehren (Volver)
Judi Dench – Tagebuch eines Skandals (Notes on a Scandal)
Meryl Streep – Der Teufel trägt Prada (The Devil Wears Prada)
Kate Winslet – Little Children

### Bester Nebendarsteller
Eddie Murphy – Dreamgirls
Alan Arkin – Little Miss Sunshine
Leonardo DiCaprio – Departed – Unter Feinden (The Departed)
Jackie Earle Haley – Little Children
Djimon Hounsou – Blood Diamond

### Beste Nebendarstellerin
Jennifer Hudson – Dreamgirls
Adriana Barraza – Babel
Cate Blanchett – Tagebuch eines Skandals (Notes on a Scandal)
Abigail Breslin – Little Miss Sunshine
Rinko Kikuchi – Babel

### Bestes Schauspielensemble
Little Miss Sunshine

Alan Arkin, Abigail Breslin, Steve Carell, Toni Collette, Paul Dano und Greg Kinnear
Babel
Adriana Barraza, Cate Blanchett, Gael García Bernal, Rinko Kikuchi, Brad Pitt und Kōji Yakusho
Bobby
Harry Belafonte, Joy Bryant, Nick Cannon, Emilio Estevez, Laurence Fishburne, Brian Geraghty, Heather Graham, Anthony Hopkins, Helen Hunt, Joshua Jackson, David Krumholtz, Ashton Kutcher, Shia LaBeouf, Lindsay Lohan, William H. Macy, Svetlana Metkina, Demi Moore, Freddy Rodríguez, Martin Sheen, Christian Slater, Sharon Stone, Jacob Vargas, Mary Elizabeth Winstead und Elijah Wood
Departed – Unter Feinden (The Departed)
Anthony Anderson, Alec Baldwin, Matt Damon, Leonardo DiCaprio, Vera Farmiga, Jack Nicholson, Martin Sheen, Mark Wahlberg und Ray Winstone
Dreamgirls
Hinton Battle, Jamie Foxx, Danny Glover, Jennifer Hudson, Beyoncé Knowles, Sharon Leal, Eddie Murphy, Keith Robinson und Anika Noni Rose

## Gewinner und Nominierte im Bereich Fernsehen
| Serie/Film                           | N | A |
| ------------------------------------ | - | - |
| Broken Trail                         | 3 | 0 |
| Die Sopranos                         | 3 | 0 |
| Elizabeth I                          | 2 | 2 |
| Grey’s Anatomy                       | 2 | 2 |
| The Office                           | 2 | 1 |
| Ugly Betty                           | 2 | 1 |
| 24                                   | 2 | 0 |
| Boston Legal                         | 2 | 0 |
| Desperate Housewives                 | 2 | 0 |
| Entourage                            | 2 | 0 |
| Mrs. Harris – Mord in besten Kreisen | 2 | 0 |
| My Name Is Earl                      | 2 | 0 |
| Weeds – Kleine Deals unter Nachbarn  | 2 | 0 |

### Bester Darsteller in einem Fernsehfilm oder Miniserie
Jeremy Irons – Elizabeth I
Thomas Haden Church – Broken Trail
Robert Duvall – Broken Trail
William H. Macy – Nightmares & Dreamscapes: Nach den Geschichten von Stephen King (Nightmares & Dreamscapes: From the Stories of Stephen King)
Matthew Perry – The Ron Clark Story

### Beste Darstellerin in einem Fernsehfilm oder Miniserie
Helen Mirren – Elizabeth I
Annette Bening – Mrs. Harris – Mord in besten Kreisen (Mrs. Harris)
Shirley Jones – Die Orangenpflückerin (Hidden Places)
Cloris Leachman – Mrs. Harris – Mord in besten Kreisen (Mrs. Harris)
Greta Scacchi – Broken Trail

### Bester Darsteller in einer Dramaserie
Hugh Laurie – Dr. House (House)
James Gandolfini – Die Sopranos (The Sopranos)
Michael C. Hall – Dexter
James Spader – Boston Legal
Kiefer Sutherland – 24

### Beste Darstellerin in einer Dramaserie
Chandra Wilson – Grey’s Anatomy
Patricia Arquette – Medium – Nichts bleibt verborgen (Medium)
Edie Falco – Die Sopranos (The Sopranos)
Mariska Hargitay – Law & Order: Special Victims Unit
Kyra Sedgwick – The Closer

### Bester Darsteller in einer Comedyserie
Alec Baldwin – 30 Rock
Steve Carell – The Office
Jason Lee – My Name Is Earl
Jeremy Piven – Entourage
Tony Shalhoub – Monk

### Beste Darstellerin in einer Comedyserie
America Ferrera – Ugly Betty
Felicity Huffman – Desperate Housewives
Julia Louis-Dreyfus – The New Adventures of Old Christine
Megan Mullally – Will & Grace
Mary-Louise Parker – Weeds – Kleine Deals unter Nachbarn (Weeds)
Jaime Pressly – My Name Is Earl

### Bestes Schauspielensemble in einer Dramaserie
Grey’s Anatomy

Justin Chambers, Eric Dane, Patrick Dempsey, Katherine Heigl, T. R. Knight, Sandra Oh, James Pickens junior, Ellen Pompeo, Sara Ramírez, Kate Walsh, Isaiah Washington und Chandra Wilson
24
Jayne Atkinson, Jude Ciccolella, Roger Cross, Gregory Itzin, Louis Lombardi, James Morrison, Glenn Morshower, Mary Lynn Rajskub, Kim Raver, Jean Smart und Kiefer Sutherland
Boston Legal
René Auberjonois, Candice Bergen, Craig Bierko, Julie Bowen, William Shatner, James Spader und Mark Valley
Deadwood
Jim Beaver, Powers Boothe, Sean Bridgers, W. Earl Brown, Dayton Callie, Brian Cox, Kim Dickens, Brad Dourif, Anna Gunn, John Hawkes, Jeffrey Jones, Paula Malcomson, Gerald McRaney, Ian McShane, Timothy Olyphant, Molly Parker, Leon Rippy, William Sanderson, Brent Sexton, Bree Seanna Wall, Robin Weigert und Titus Welliver
Die Sopranos (The Sopranos)
Sharon Angela, Lorraine Bracco, Max Casella, Dominic Chianese, Edie Falco, James Gandolfini, Joseph R. Gannascoli, Dan Grimaldi, Robert Iler, Michael Imperioli, Steve Schirripa, Jamie-Lynn Sigler, Tony Sirico, Aida Turturro, Maureen Van Zandt, Steven Van Zandt und Frank Vincent

### Bestes Schauspielensemble in einer Comedyserie
The Office

Leslie David Baker, Brian Baumgartner, Steve Carell, David Denman, Jenna Fischer, Kate Flannery, Melora Hardin, Mindy Kaling, Angela Kinsey, John Krasinski, Paul Lieberstein, B. J. Novak, Oscar Nuñez, Phyllis Smith und Rainn Wilson
Desperate Housewives
Andrea Bowen, Mehcad Brooks, Richard Burgi, Ricardo Chavira, Marcia Cross, James Denton, Teri Hatcher, Josh Henderson, Zane Huett, Felicity Huffman, Kathryn Joosten, NaShawn Kearse, Brent und Shane Kinsman, Joy Lauren, Eva Longoria, Kyle MacLachlan, Laurie Metcalf, Shawn Pyfrom, Doug Savant, Dougray Scott, Nicollette Sheridan, Brenda Strong, Kiersten Warren und Alfre Woodard
Entourage
Kevin Connolly, Kevin Dillon, Jerry Ferrara, Adrian Grenier, Rex Lee, Debi Mazar, Jeremy Piven und Perrey Reeves
Ugly Betty
Alan Dale, America Ferrera, Mark Indelicato, Ashley Jensen, Eric Mabius, Becki Newton, Ana Ortiz, Tony Plana, Kevin Sussman, Michael Urie und Vanessa Lynn Williams
Weeds – Kleine Deals unter Nachbarn (Weeds)
Martin Donovan, Alexander Gould, Allie Grant, Indigo, Justin Kirk, Romany Malco, Andy Milder, Kevin Nealon, Maulik Pancholy, Mary-Louise Parker, Hunter Parrish, Tonye Patano, Elizabeth Perkins und Eden Sher

## Preis für das Lebenswerk
Julie Andrews